# モンテ・ムクロネ
モンテ・ムクロネ(伊: Monte Mucrone)は、イタリアの北西部、ビエッラ・アルプス山脈(it:Alpi Biellesi)にある山。